# ROAD59 -新時代任侠特区-
『ROAD59 -新時代任侠特区-』(ロードごじゅうきゅう しんじだいにんきょうとっく)は、ブシロードによるメディアミックスプロジェクト。

## 概要
2020年9月25日、「ブシロード新プロジェクト発表会」にて、新時代の「任侠物」をテーマとした新たなメディアミックスプロジェクトが発表され、一部キャラクターやキャスト、世界観などの情報が公開された。
メディアミックス展開としては、2020年12月に舞台が公演され、コミカライズ作品として2021年5月に読み切り作品『ROAD59 -新時代任侠特区- 夜薙任侠譚』、2024年7月に連載作品『ROAD59-新時代任侠特区- 少女と血のサカズキ』が展開。2025年秋、Nintendo Switch・Steam用ゲーム『ROAD59 -新時代任侠特区- 摩天楼モノクロ抗争』が発売予定。

## 世界観
舞台は東京にある「天海区」。
東京湾を貫く「国道59号線」の先には、欲望で輝く、世界有数の摩天楼が続いている。「天海区」は眠らない街と呼ばれ、東京湾に浮かぶ巨大な人工島に、国内外から莫大な資金が投入されて生まれた。
天海区には任侠者たち（「ジンギ」）が存在する。ジンギらは、親から子へ、兄から弟へ、「神祇（ジンギ）の盃」という儀式をもって、その血に秘められた「力」を分け与え、受け継いできた。零和の時代が始まってから数十年がたった現在、ジンギは４つの組織に分かれ、勢力争いを繰り広げている。
そんな中、天海区の地下に封印される｢夜真多大蛇(やまたのおろち)の首｣の情報が入った。その血を飲めば、かつてのジンギが持っていた神と等しい力を手にできる。夜真多大蛇の首と、その封印を解く鍵となる生まれながらにしてジンギの血を引く｢少女｣を巡って、これまでにない抗争が始まった。

## 登場人物

### 春雲組 (しののめぐみ)
時代のしがらみにとらわれない、自由な気風の組。組員は個性的で普段はまとまりがないものの、問題発生時にはそれぞれが得意分野を活かして事にあたっている。
八薙 バクト（やなぎ ばくと）
演：君沢ユウキ
人を食ったような立ち居振る舞いで相手を翻弄する。トラブルを解決する行動力がぶっ飛んでおり、それに周りはうんざりしつつも頼りにしている。物事を適当に済ませるような性格に見えて、やる時はやる。春雲組の実質的なリーダーである。
父の死の知らせを聞き、久しく離れていた故郷の天海区へと戻った。その際に「狛浪組」と出会い、父が裏社会に繋がりがあったことを聞かされた。不本意ながら天海区の抗争に巻き込まれ、深く関わっていくことになる。
漢字が苦手。
結津万 華夜（ゆつま かや）
演：河内美里
真面目で控えめな女子高生で春雲組の組長である清信の娘。天海区のジンギ組織に追われていたところを八薙バクトや春雲組に出会い、助けられる。天海区を揺るがす大きな謎の「鍵」となる存在である。
成山 誓吾（なるやま せいご）
演：前田誠二
組の問題児たちをどうにかまとめるている春雲組の参謀兼ツッコミ役。常に組の資金難に頭を悩ませている。八薙バクトのぶっとんだ行動に毎回文句は言うものの、バクトが持つカリスマ性は認めている。ジンギの盃で視力を大幅に強化されているため、戦闘時はスナイパーとして味方を援護する。日常生活では見えすぎるため、普段は眼鏡をかけている。
大井町 高久（おおいまち たかひさ）
演：白又 敦
うさんくさい雰囲気をただよわせる春雲組の交渉担当。ハッタリと話術が得意で、相手を転がし、有利な取引に持ち込むことができる詐欺師である。その虚実が入り混じる言葉は、仲間でも嘘か本当かの判断は難しい。八薙バクトの無茶に悪ノリをしては、成山誓吾にキレられている。ジンギの力で相手の心を読むことができる。
桐宮 ユウト（きりみや ゆうと）
演：鮎川太陽
組の最年少。しかし、幼少期より組の世話になっているため歴は長い。誰とでもすぐに打ち解けられる不思議な愛嬌を持つため、天海区の住民からもよく声をかけられている。自分に居場所を与えてくれた春雲組の仲間にいつか恩返しをしたいと思っている。ジンギにより、優しそうな見た目からは想像できないほどの力を持つ。
藤堂 時雨（とうどう しぐれ）
演：山本康平
組の年長者。一見とらえどころのないようだが、実際は誰よりも組員のことを考えており、時に助言を与える。過去の抗争で妻と子を殺されており、この世界に身を置く現在の生き方に内心疑問を抱いている。
結津万 清信（ゆつま きよのぶ）
演：京本政樹
春雲組の組長で華夜の父親。個性の強い組員を率いている。戦いにおいて、父の様に組の若者達を導く大きな存在である。天界区の地下に眠っているらしい「夜真多大蛇の首」の謎に関係があり、組員たちに、華夜を守るよう指示する。

### 狛浪組 (はくろうぐみ)
伝統と格式を重んじる関西系の組。悩み多き若き組長代行と彼を支える組員たちは、家族のように強い絆で結ばれている。
氷室 ショウ（ひむろしょう）
演：砂川脩弥
狛浪組の組長代行。周りの期待で組の伝統と格式を背負わされている。不本意で極道の世界にいるため、若くして悩みが絶えない。厳しい姉とわがままな妹に挟まれて言いたいことをなかなか口にできない。
氷室 静（ひむろ しずか）
演：相羽あいな
氷室家の長女。組を実質的に切り盛りしている。その厳しい態度は、頼りない弟のショウを組長として大成させるためである。肝が据わっているので、理不尽な要求にも威勢のいい啖呵で切り返す。静の命令は絶対で、組内の男たちからも恐れられている。
氷室 涼香（ひむろ すずか）
演：美波わかな
ショウと静の妹。元気で明るい女子高校生。兄や姉とは違って、組の責任を背負うことなくのびのびと自由に育った。兄に甘えたい気持ちがワガママとなって表れており、よくショウを困らせている。ジンギの力で、見かけによらず大人の男でもなぎ倒せるほどの力強さを持っている。ショウには反対されるが、自ら争いの場に赴きバットで戦う。
日向 汐音（ひゅうが しおん）
演：七海ひろき
家を背負わされたショウを支える良き理解者。幼い頃からショウと一緒に育った。一見物腰柔らかい雰囲気だが、ショウに敵対する者には容赦がない。神祇の盃の副作用で、長時間の戦闘はリスクがある。折り鶴を持っている。

### 黒条組 (くろじょうぐみ)
金と権力でのし上がった天海区の最大勢力。肥大化した組織の裏側では、冷酷なトップの独裁に対する不満が渦まき、内部抗争が起ころうとしている。
皇 賢誠（すめらぎ けんせい）
演：井上正大
黒条組の組長。常に他人を見下している。表向きは、天海区の都市開発などを手掛ける大企業のトップ。独裁的で強引なやり方に、多くの人が不満や恨みを持つ。
柊 蓮花（ひいらぎ れんげ）
演：工藤晴香
柊彩愛の姉。武闘派組員で、妹と共に、柊姉妹と恐れられている。先代の頃から黒条組に仕えており、姉妹で皇賢誠に忠実。口癖は「私に命令しないで。」
柊 彩愛（ひいらぎ さら）
演：岡田夢以
柊蓮花の妹。皇賢誠にどこまでも心酔している。姉とは常に一緒である。
黒鉄 一臣（くろがね かずおみ）
演：末野卓磨
皇賢誠の優秀な側近。何事にも冷静に対処し、常に抜かりがない。めったな事では表情が変わらず、誰も彼の内心は読めない。元狛浪組の組員だったが、突然、黒条組に鞍替えしたため、狛浪組の者たちにとっては裏切り者であり、憎悪の対象である。

### PHOENIX (フェニックス)
世界規模で展開する海外マフィアの連合組織。結果主義のリーダー達が海を越えて繋がるビジネスの要衝として、天海区に狙いをつけている。
ベネディクト・ロレンツォ・ヴァザーリ
演：蒼井翔太
日本支部のリーダー。組織上層部の命令で夜真多大蛇の首を手に入れるため、天海区掌握計画の指揮を執る。重要任務を任せられるほどの、合理的な判断力と確かな実力を兼ね備えている。しかし、独特な言葉遣いや奇異な挙動で、同組織の幹部からは理解不能と不評。奇抜なメイクやファッションが毒々しい煌びやかさを放っている。
アンソニー・チェロ
演：渡辺和貴
ベネディクトの秘書兼ボディガード。紛争地域の少年兵として育ったため、戦闘力は高い。しかし、事務仕事では書類の山をぶちまけたりと失敗も多い。ベネディクトに振り回され気苦労が絶えず、密かに転職を考えているものの、ベネディクトが気まぐれに見せる優しい態度に結局ほだされてしまう。
イリーナ・スペシフツェワ
演：加藤里保菜
女性戦闘員。殺し屋として子どもの頃から訓練され鍛え上げられてきた。華奢な見た目に反して「死んでくだサイ」と言い出すような危うい一面がある。夢を叶えるために早く出世したいと思っている。
マリア・ベルナール
演：奥仲麻琴
PHOENIXの支援を受けた孤児院で身寄りのない子供たちを育てる隻眼の女性。子供たちには戦闘教官としての指導も行っている。

### 天海区 (てんかいく)
沖野伊奈葉（おきの いなば）
演：さかいかな
天界区で店を構えている住人。トラブルに巻き込まれていたところを八薙バクトに助けられた。

## スタッフ
- 原作：ブシロード[19]
- 制作総指揮：木谷高明[19]
- ストーリー原案・構成：毛利亘宏[19]
- キャラクターデザイン：ぎどら[19]
- 統括プロデューサー：中山雅弘[19]
- 制作：ブシロード・ミュージック、エースクルー・エンタテインメント[19]
- エグゼグティブプロデューサー：都田和志[19]

## 舞台
主題歌は、GACKT「Exterminate」

### 舞台「ROAD59 -新時代任侠特区-」
舞台第1弾となる本公演は、2020年12月24日から12月27日に、『ROAD59 -新時代任侠特区-』のタイトルでなかのZERO 大ホールにて上演された。
結津万清信役の京本政樹は特別出演、ベネディクト・ロレンツォ・ヴァザーリ役の蒼井翔太は映像出演。
本作のBlu-rayは2021年4月14日に発売した。
アンサンブルキャスト(第1弾)
- 細川洪
- 松田一希
- 土佐寛
- 佐織迅
- 和田啓汰
- 深澤悠斗

### 舞台「ROAD59 -新時代任侠特区-」摩天楼ヨザクラ抗争
2021年4月15日から4月18日に、舞台第2弾が『舞台「ROAD59 -新時代任侠特区-」摩天楼ヨザクラ抗争』のタイトルでKAAT神奈川芸術劇場 大ホールにて上演された。
本公演において、結津万清信役の京本政樹は特別出演、氷室ショウ役の砂川脩弥と日向汐音役の七海ひろきは映像出演となる。
本作のBlu-rayは2021年9月22日に発売した。
アンサンブルキャスト(第2弾)
- 一条 - 細川洪
- 社長 - 松田一希
- 久能木貴士
- 毛利光汰
- 藤原悠亮
- 金井誠

### 舞台「ROAD59 -新時代任侠特区-」摩天楼モノクロ抗争(仮題)
2022年12月に上演予定だったが、プロジェクトの今後の新たな展開スケジュールを鑑み、延期となった。

### スタッフ(舞台)
- 脚本：毛利亘宏[24]
- 脚本協力：石塚千奈実（第2弾）[22]
- 構成・演出・映像：ヨリコ ジュン[24]
- 制作協力：エースクルー・エンタテインメント、エイベックス・エンタテインメント（第1弾）[24]
- 主催：ブシロード[24]、劇団飛行船（第2弾）[22]

## 漫画
2021年5月14日より『ROAD59 -新時代任侠特区- 夜薙任侠譚』が読み切りとしてコミックブシロードWEBで発表された。キャラクターデザインのきどらが漫画も担当した。舞台第1弾のその後の天海区を、物語の鍵となる少女「華夜」の視点で描くショートストーリー。
2024年7月4日より『ROAD59-新時代任侠特区- 少女と血のサカズキ』がマガポケで連載された。漫画は西尾和観が担当した。漫画版ならではの新たな解釈で描く、欲望渦巻く摩天楼、天海区で繰り広げられる生き様を賭けた抗争物語となっている。
- 西尾和観（漫画）・ブシロード（原案）・ぎどら（キャラクターデザイン） 『ROAD59-新時代任侠特区- 少女と血のサカズキ』 講談社〈シリウスKC〉、既刊3巻（2025年5月9日現在）
  1. 2024年10月8日発売[25][26]、ISBN 978-4-06-537188-6
  2. 2025年1月8日発売[27]、ISBN 978-4-06-538022-2
  3. 2025年5月9日発売[28]、ISBN 978-4-06-539348-2

## ゲーム
ROAD59 -新時代任侠特区- 摩天楼モノクロ抗争
2025年9月25日発売予定。本プロジェクトでは初となるコンシューマーゲーム。対応プラットフォームはNintendo Switch・Steam。

## 楽曲

### 各陣営テーマ曲
舞台「ROAD59 -新時代任侠特区-」にて初公開された。

#### 春雲組
「春嵐」
作詞:ヨリコ ジュン　作曲:都田和志　編曲:b4k
歌唱:八薙バクト(CAST：君沢ユウキ)、成山誓吾(CAST：前田誠二)、大井町高久(CAST：白又 敦)、桐宮ユウト(CAST：鮎川太陽)、藤堂時雨(CAST：山本康平)

#### 狛浪組
「三十六景ナミウラ」
作詞:ヨリコ ジュン　作曲・編曲:森本 練
歌唱:日向汐音(CAST：七海ひろき)、氷室 静(CAST：相羽あいな)

#### 黒条組
「Labyrinth －黑ノ花園－」
作詞:ヨリコ ジュン　作曲・編曲:小木岳司
歌唱:柊 蓮花(CAST：工藤晴香)、柊 彩愛(CAST：岡田夢以)

#### PHOENIX
「Re＋naissance」
作詞:ヨリコ ジュン　作曲:札ノ辻泰紀　編曲:芳賀政哉
歌唱:ベネディクト・ロレンツォ・ヴァザーリ(CAST：蒼井翔太)

#### 華夜
「鍵」
作詞:ヨリコ ジュン　作曲・編曲:b4k
歌唱:華夜(CAST：河内 美里)

## 関連番組

### 生配信番組
2020年12月7日より、不定期でYouTube LIVEにて生配信。
| タイトル                               | 放送日         | 出演者                                                                                      | 備考               |
| -------------------------------------- | -------------- | ------------------------------------------------------------------------------------------- | ------------------ |
| 舞台直前!!スペシャル生放送! 第１夜     | 2020年12月7日  | 美波わかな(氷室涼香役)、加藤里保菜(イリーナ・スペシフツェワ役)、河内美里(華夜役)            |                    |
| 舞台直前!!スペシャル生放送! 第２夜     | 2020年12月14日 | 砂川脩弥(氷室ショウ役)、白又敦(大井町高久役)、鮎川太陽 (桐宮ユウト役)、末野卓磨(黒鉄一臣役) |                    |
| ROAD59 舞台目前!新情報スペシャル発表会 | 2021年2月28日  | 砂川脩弥、井上正大(皇賢誠役)、岡田夢以(柊彩愛役)、奥仲麻琴(マリア・ベルナール役）           | 新キャストの発表。 |

## ラジオ
- 2021年3月より、響ラジオステーションにて配信開始[17]。
  - ROAD59 -新時代ラジオ特区-

パーソナリティ：君沢ユウキ(八薙バクト役)＆砂川脩弥(氷室ショウ役)
- ROAD59 -新時代任侠特区-　お嬢のよりみちラジオ

パーソナリティ：河内美里(華夜役)＆美波わかな(氷室涼香役)
- 2023年7月2日より2024年1月28日まで毎週日曜22:00 - 22:30、ラジオ大阪とOPENREC.tvにて放送・配信。OPENREC.tvでは有料会員登録による特典付き配信もあり[39]。
  - ROAD59 河内美里 美波わかな 加藤里保菜 の22時からのひそひそ話♡

パーソナリティ：河内美里(華夜役)＆美波わかな(氷室涼香役)＆加藤里保菜(イリーナ・スペシフツェワ役)